# Epilobium pallidiflorum
Epilobium pallidiflorum là một loài thực vật có hoa trong họ Anh thảo chiều. Loài này được Sol. ex A.Cunn. mô tả khoa học đầu tiên năm 1839.